# Албанія на Європейських іграх 2015
Албанія на перших Європейських іграх у Баку була представлена 28 атлетами у 9 видах спорту, проте за підсумками змагань албанські спортсмени не здобули жодної медалі.